# National Capital Region (Indien)

Karte der National Capital Region

Die National Capital Region (NCR, „Hauptstadtregion“) ist eine Planungsregion um das Unionsterritorium Delhi (NCT) in Indien. Es umfasst das gesamte Gebiet von Delhi einschließlich der nationalen Hauptstadt Neu-Delhi und mehrere umliegende Distrikte der Bundesstaaten Haryana, Uttar Pradesh und Rajasthan. Die NCR und die dazugehörige National Capital Region Planning Board wurden 1985 gegründet, um die gemeinsame Entwicklung der Region zu planen und zu fördern.
Laut der Volkszählung von 2011 leben in der Region ca. 46 Millionen Menschen (vergleichbar mit Spanien) auf einer Fläche von ca. 50.000 Quadratkilometern (vergleichbar mit der Slowakei). Neben Delhi sind Gurugram, Greater Noida und Faridabad bedeutende Bevölkerungszentren. Die Urbanisierungsrate in der Region beträgt ca. 62 % und sie zählt damit zu den am stärksten verstädterten Teilen Indiens.
Die Delhi Extended Urban Agglomeration, ein Teil der NCR, trug im Zeitraum 2015/16 370 Mrd. Internationale Dollar oder rund 4 % zur indischen Wirtschaft bei (gemessen in Kaufkraftparität). Die Region verzeichnet aufgrund ihrer wirtschaftlichen Bedeutung ein starkes Bevölkerungswachstum.

## Geschichte
Die Region um Delhi hat eine lange Geschichte als ein administratives und politisches Zentrum. Delhi fungierte bereits als Hauptstadt des Sultanat von Delhi und dem Mogulreich. 1931 wurde Neu-Delhi als geplante Hauptstadt von Britisch-Indien eingeweiht. Davor war bereits 1911 Delhi zur administrativen Hauptstadt erklärt worden.
Pläne zur Errichtung einer Planungsregion zur Förderung der Region um Delhi gibt es bereits seit 1956. Die Nationale Hauptstadtregion National Capital Region und ihre Planungskommission wurden gemäß dem Gesetz über die Planungskommion der Nationalen Hauptstadtregion von 1985 geschaffen. In diesem Gesetz von 1985 wurde die NCR als die gesamte NCT von Delhi, die Distrikte Gurugram, Faridabad, Sonipat, Rohtak (damals einschließlich Jhajjar) und Mahendragarh (damals einschließlich Rewari) in Haryana; die Distrikte Bulandshahr, Meerut (damals einschließlich Baghpat) und Ghaziabad (damals einschließlich Hapur) in Uttar Pradesh sowie ein Teil des Distrikt Alwar in Rajasthan definiert. Seitdem wurde die Fläche der Planungsregion kontinuierlich ausgeweitet. Derzeit wird eine Ausweitung der Region auf Teile des Punjab und weitere Distrikte von Uttar Pradesh diskutiert.
Es wurden bisher zwei Regionalpläne herausgegeben, den 1988 genehmigten „Regionalplan 2001“ und den 2005 genehmigten „Regionalplan 2021“. Themen des Plans für 2001 waren Verkehr, Telekommunikation, Energie- und Wasserversorgung, Abwasserentsorgung, Bildung, Gesundheit, Umwelt und Wohnungswesen. Der Plan für 2021 erweiterte diese um die zusätzlichen Themenbereiche soziale Infrastruktur, Kulturerbe, Tourismus, ländliche Entwicklung und Katastrophenmanagement.

## Distrikte und Territorien
Folgende Distrikte und Territorien bilden die National Capital Region (Stand 2019):
- Nationales Hauptstadtterritorium Delhi

Distrikte in Uttar Pradesh:
- Baghpat
- Bulandshahr
- Gautam Buddha Nagar
- Ghaziabad
- Hapur
- Meerut
- Muzaffarnagar
- Shamli

Distrikte in Haryana:
- Bhiwani
- Charkhi Dadri
- Faridabad
- Gurugram
- Jhajjar
- Jind
- Karnal
- Mahendragarh
- Nuh
- Palwal
- Panipat
- Rewari
- Rohtak
- Sonipat

Distrikte in Rajasthan:
- Alwar
- Bharatpur